# Дружба (Цілинний район)
Дру́жба (рос. Дружба) — село (колишнє селище) у складі Цілинного району Алтайського краю, Росія. Адміністративний центр Дружбинської сільської ради.

## Населення
Населення — 638 осіб (2010; 697 у 2002).
Національний склад (станом на 2002 рік):
- росіяни — 76 %